# Honoré Limpens
Honoré Firmin Limpens (Massemen, 25 december 1838 - Waasmunster, 13 mei 1908) was een Belgisch politicus voor de Katholieke Partij.

## Levensloop
Limpens was een zoon van de landbouwer Napoléon Limpens en van Françoise De Keyser. Hij trouwde met Elisabeth Schuermans (1854-1923) en ze hadden drie zoons en een dochter.
Hij promoveerde tot doctor in de rechten (1862) aan de Katholieke Universiteit Leuven en vestigde zich als advocaat aan de balie van Dendermonde.
Hij werd schepen (1872-1879) in Dendermonde, provincieraadslid voor Oost-Vlaanderen (1872-1892) en gedeputeerde (1879-1892).
In 1892 werd hij verkozen tot katholiek senator voor het arrondissement Dendermonde en vervulde dit mandaat tot in 1900. In januari 1908 werd hij opnieuw senator voor het arrondissement Dendermonde-Sint-Niklaas, maar dit werd een kort mandaat, afgebroken door zijn overlijden. 
In 1900 verkreeg hij opname in de Belgische erfelijke adel.